# Arnö
Pour les articles homonymes, voir Arno.
Arnö est une localité de Suède dans la commune de Nyköping située dans le comté de Södermanland.
Sa population était de 4 844 habitants en 2019.